# Oktoknopie dolt fijn
Oktoknopie dolt fijn is het vijfde album uit de reeks Oktoknopie. Het werd getekend en geschreven door Gerard Leever. Het album heeft geen verhaallijn, want het is een bundeling van 
één-pagina lange gags, die eerder al in Taptoe verschenen.